# Abul Cassin Benegas
Abul Cassin Benegas (Abul Cassin Benegas o Abul Kasin Venegas) perteneciente a la familia Granada Venegas fue el último alcalde nazarí de Vélez-Málaga cuando la ciudad se rindió ante el rey Fernando el Católico el 27 de abril de 1487, entrando el día 3 de mayo por la puerta de Granada y pasando a consagrar las mezquitas existentes.
- Datos: Q5655514